# مارثا بيك
مارثا بيك (بالإنجليزية: Martha Beck)‏ هي عالمة اجتماع وصحفية أمريكية، ولدت في 29 نوفمبر 1962 في بروفو في الولايات المتحدة.

## وصلات خارجية
- مارثا بيك على موقع ميوزك برينز (الإنجليزية)
- مارثا بيك على موقع أول ميوزيك (الإنجليزية)